# Puigllebrós
El Puigllebrós és una muntanya de 779 metres que es troba al municipi d'Olvan, a la comarca catalana del Berguedà.